# Verifone
Verifone, Inc. é uma multinacional estadunidense com sede na cidade de Nova Iorque, especializada em soluções para pagamentos eletrônicos e serviços agregados em PDV (Ponto de Venda). A empresa oferece sistemas de pagamento para operação dos lojistas, atendimento ao cliente e autoatendimento, destinados aos setores de varejo, finanças, hotelaria, combustíveis, governo e saúde.  
Seus produtos incluem máquinas de cartão (POS) com sistemas operacionais próprios, software de segurança e criptografia, além de aplicativos de pagamento certificados, desenvolvidos para ambientes com atendimento (balcão) ou autônomos (como postos de gasolina e quiosques).

## História
Foi fundada por William "Bill" Melton e registrada no Havaí em 1981.[carece de fontes?]